# فارماکوپه

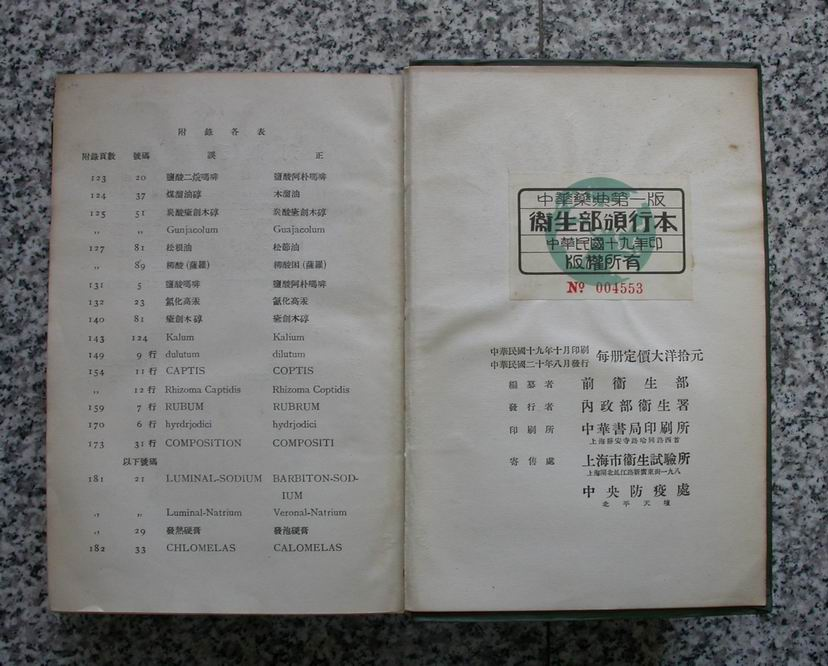
فهرست یک کتاب فارماکوپه چینی (منتشر شده در سال ۱۹۳۰ میلادی)

فارماکوپه به کتاب‌هایی گفته می‌شود که فهرست کاملی از داروهای موجود در بازار مشتمل بر اطلاعات دارویی، موارد مصرف، عوارض جانبی، نحوه نگهداری داروها و مواد اولیه، روش آنالیز مواد اولیه و جانبی مشتمل بر روش‌های فیزیکی و شیمیایی و استانداردهایی که در داروسازی و صنایع غذایی مورد استفاده قرار می‌گیرند در آن قید شده‌است.